# 江差町
江差町（えさしちょう）は、北海道檜山振興局中部にある日本海に面する町。檜山振興局の所在地。江差追分発祥地。「日本で最も美しい村」連合に加盟している。

## 町名の由来
アイヌ語の「頭が・浜に・ついている・所」、すなわち「岬」を意味する「エサウシイ（エサウシ）」に由来するとされる。宗谷総合振興局の枝幸町と同じ語源である。また、岩手県奥州市の江刺地域も同様の語源の可能性がある。
このほか、探検家の松浦武四郎は「エサシウシ」（食べる・昆布が・ついている？）に由来する説を示しているが、前者が自然な説とされている。

## 地理

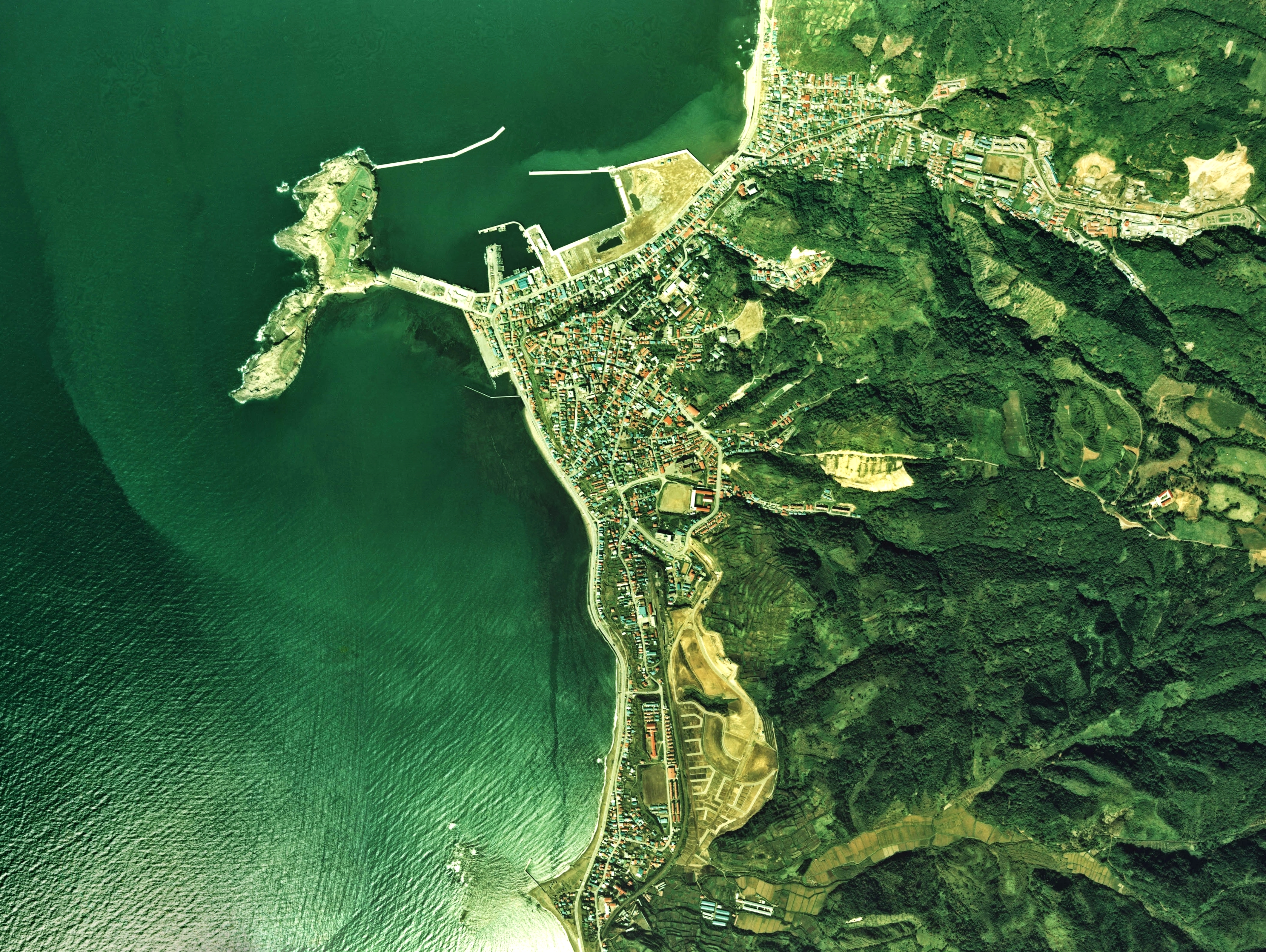
江差町中心部周辺の空中写真。1976年撮影の2枚を合成作成。
。

面積 109.57 km2。檜山管内中部に位置する。西部は日本海に面し、厚沢部川の河口を有する。東部は山岳地帯。奥尻島と結ぶフェリーが運航されている。町には豊部内川や厚沢部川が流れ、沖には鴎島が浮かぶ。

### 人口
| |                                        |  |
| 江差町と全国の年齢別人口分布（2005年） | 江差町の年齢・男女別人口分布（2005年） |  |
| ■紫色 ― 江差町 ■緑色 ― 日本全国 | ■青色 ― 男性 ■赤色 ― 女性              |  |
| 江差町（に相当する地域）の人口の推移 \| 1970年（昭和45年） \| 14,896人 \| \| \| 1975年（昭和50年） \| 14,409人 \| \| \| 1980年（昭和55年） \| 13,930人 \| \| \| 1985年（昭和60年） \| 13,313人 \| \| \| 1990年（平成2年） \| 12,234人 \| \| \| 1995年（平成7年） \| 11,301人 \| \| \| 2000年（平成12年） \| 10,959人 \| \| \| 2005年（平成17年） \| 10,131人 \| \| \| 2010年（平成22年） \| 9,004人 \| \| \| 2015年（平成27年） \| 8,248人 \| \| \| 2020年（令和2年） \| 7,428人 \| \| |                                        |  |
| 総務省統計局 国勢調査より |                                        |  |
| 1970年（昭和45年） | 14,896人                               |  |
| 1975年（昭和50年） | 14,409人                               |  |
| 1980年（昭和55年） | 13,930人                               |  |
| 1985年（昭和60年） | 13,313人                               |  |
| 1990年（平成2年） | 12,234人                               |  |
| 1995年（平成7年） | 11,301人                               |  |
| 2000年（平成12年） | 10,959人                               |  |
| 2005年（平成17年） | 10,131人                               |  |
| 2010年（平成22年） | 9,004人                                |  |
| 2015年（平成27年） | 8,248人                                |  |
| 2020年（令和2年） | 7,428人                                |  |

### 隣接している自治体
- 檜山郡：上ノ国町、厚沢部町
- 爾志郡：乙部町

### 気候
豪雪地帯に指定されているが、沿岸を流れる対馬海流の影響で比較的温暖である。ケッペンの気候区分では本州と同じ温暖湿潤気候（Cfa）に属するが、夏季は比較的冷涼である。しかし一方で冬季は比較的温暖である。道内の中では降水量が多いものの、冬季の気温が高いために降雪量は多くない。真冬でも積雪が観測されないことも多い。
- 気温 - 最高34.6℃（2023年（令和5年）8月31日）、最低-12.7℃（1966年（昭和41年）1月20日）
- 最大日降水量 - 173.5ミリ（1995年（平成7年）8月20日）
- 最大瞬間風速 - 45.0メートル（1954年（昭和29年）9月26日）
- 最深積雪 - 194センチ（1945年（昭和20年）2月26日）
- 夏日最多日数 - 72日（2023年（令和5年））
- 真夏日最多日数 - 19日（2023年（令和5年））
- 猛暑日最多日数 - 0日（1961年（昭和36年） - ）
- 熱帯夜最多日数 - 11日（2023年（令和5年））
- 冬日最多日数 - 129日（1944年（昭和19年）寒候年）
- 真冬日最多日数 - 69日（1945年（昭和20年）寒候年）

| 江差町姥神町（江差特別地域気象観測所、標高4m）の気候          | 江差町姥神町（江差特別地域気象観測所、標高4m）の気候 | 江差町姥神町（江差特別地域気象観測所、標高4m）の気候 | 江差町姥神町（江差特別地域気象観測所、標高4m）の気候 | 江差町姥神町（江差特別地域気象観測所、標高4m）の気候 | 江差町姥神町（江差特別地域気象観測所、標高4m）の気候 | 江差町姥神町（江差特別地域気象観測所、標高4m）の気候 | 江差町姥神町（江差特別地域気象観測所、標高4m）の気候 | 江差町姥神町（江差特別地域気象観測所、標高4m）の気候 | 江差町姥神町（江差特別地域気象観測所、標高4m）の気候 | 江差町姥神町（江差特別地域気象観測所、標高4m）の気候 | 江差町姥神町（江差特別地域気象観測所、標高4m）の気候 | 江差町姥神町（江差特別地域気象観測所、標高4m）の気候 | 江差町姥神町（江差特別地域気象観測所、標高4m）の気候 |
| 月                                                            | 1月                                                  | 2月                                                  | 3月                                                  | 4月                                                  | 5月                                                  | 6月                                                  | 7月                                                  | 8月                                                  | 9月                                                  | 10月                                                 | 11月                                                 | 12月                                                 | 年                                                   |
| ------------------------------------------------------------- | ---------------------------------------------------- | ---------------------------------------------------- | ---------------------------------------------------- | ---------------------------------------------------- | ---------------------------------------------------- | ---------------------------------------------------- | ---------------------------------------------------- | ---------------------------------------------------- | ---------------------------------------------------- | ---------------------------------------------------- | ---------------------------------------------------- | ---------------------------------------------------- | ---------------------------------------------------- |
| 最高気温記録 °C （°F）                                        | 11.4 (52.5)                                          | 15.4 (59.7)                                          | 18.8 (65.8)                                          | 23.7 (74.7)                                          | 27.2 (81)                                            | 30.5 (86.9)                                          | 34.0 (93.2)                                          | 34.6 (94.3)                                          | 33.6 (92.5)                                          | 28.0 (82.4)                                          | 23.0 (73.4)                                          | 15.5 (59.9)                                          | 34.6 (94.3)                                          |
| 平均最高気温 °C （°F）                                        | 1.8 (35.2)                                           | 2.3 (36.1)                                           | 5.8 (42.4)                                           | 11.1 (52)                                            | 15.8 (60.4)                                          | 19.8 (67.6)                                          | 23.8 (74.8)                                          | 25.9 (78.6)                                          | 23.0 (73.4)                                          | 17.1 (62.8)                                          | 10.4 (50.7)                                          | 4.3 (39.7)                                           | 13.4 (56.1)                                          |
| 日平均気温 °C （°F）                                          | −0.6 (30.9)                                          | −0.2 (31.6)                                          | 2.9 (37.2)                                           | 7.7 (45.9)                                           | 12.3 (54.1)                                          | 16.4 (61.5)                                          | 20.6 (69.1)                                          | 22.6 (72.7)                                          | 19.5 (67.1)                                          | 13.7 (56.7)                                          | 7.5 (45.5)                                           | 1.6 (34.9)                                           | 10.3 (50.5)                                          |
| 平均最低気温 °C （°F）                                        | −3.3 (26.1)                                          | −3.0 (26.6)                                          | −0.3 (31.5)                                          | 4.2 (39.6)                                           | 8.9 (48)                                             | 13.5 (56.3)                                          | 18.0 (64.4)                                          | 19.7 (67.5)                                          | 15.9 (60.6)                                          | 9.8 (49.6)                                           | 4.1 (39.4)                                           | −1.1 (30)                                            | 7.2 (45)                                             |
| 最低気温記録 °C （°F）                                        | −12.7 (9.1)                                          | −11.9 (10.6)                                         | −10.6 (12.9)                                         | −4.0 (24.8)                                          | 0.0 (32)                                             | 5.3 (41.5)                                           | 9.0 (48.2)                                           | 10.7 (51.3)                                          | 5.4 (41.7)                                           | 0.2 (32.4)                                           | −6.7 (19.9)                                          | −11.3 (11.7)                                         | −12.7 (9.1)                                          |
| 降水量 mm （inch）                                            | 84.9 (3.343)                                         | 68.4 (2.693)                                         | 63.6 (2.504)                                         | 74.7 (2.941)                                         | 98.0 (3.858)                                         | 78.6 (3.094)                                         | 126.4 (4.976)                                        | 167.0 (6.575)                                        | 135.6 (5.339)                                        | 105.5 (4.154)                                        | 118.6 (4.669)                                        | 109.5 (4.311)                                        | 1,230.7 (48.453)                                     |
| 降雪量 cm （inch）                                            | 77 (30.3)                                            | 60 (23.6)                                            | 26 (10.2)                                            | 1 (0.4)                                              | 0 (0)                                                | 0 (0)                                                | 0 (0)                                                | 0 (0)                                                | 0 (0)                                                | 0 (0)                                                | 6 (2.4)                                              | 49 (19.3)                                            | 219 (86.2)                                           |
| 平均降水日数 （≥0.5 mm）                                      | 22.9                                                 | 19.1                                                 | 14.7                                                 | 10.9                                                 | 11.8                                                 | 9.8                                                  | 11.5                                                 | 10.8                                                 | 11.8                                                 | 14.3                                                 | 18.7                                                 | 22.8                                                 | 179.1                                                |
| 平均降雪日数                                                  | 27.8                                                 | 24.5                                                 | 19.1                                                 | 5.5                                                  | 0.0                                                  | 0.0                                                  | 0.0                                                  | 0.0                                                  | 0.0                                                  | 0.6                                                  | 11.4                                                 | 25.2                                                 | 115.7                                                |
| % 湿度                                                        | 67                                                   | 67                                                   | 66                                                   | 70                                                   | 77                                                   | 80                                                   | 82                                                   | 80                                                   | 74                                                   | 69                                                   | 67                                                   | 67                                                   | 72                                                   |
| 平均月間日照時間                                              | 34.9                                                 | 57.5                                                 | 123.3                                                | 169.9                                                | 179.3                                                | 163.4                                                | 138.5                                                | 165.1                                                | 162.3                                                | 138.4                                                | 65.6                                                 | 33.1                                                 | 1,431.2                                              |
| 出典：気象庁 （平均値：1991年 - 2020年、極値：1941年 - 現在） |                                                      |                                                      |                                                      |                                                      |                                                      |                                                      |                                                      |                                                      |                                                      |                                                      |                                                      |                                                      |                                                      |

## 沿革
- 縄文時代から栄える。土器、装飾も発見している。
- 658年（斉明天皇4年） - 阿倍比羅夫が江差で饗応する。
- 710年（養老4年） - 界隈で中国大陸へ航路を模索する。
- 平安期に和人が定住する。
- 1216年（建保4年） - 姥神大神宮の創建。
- 1593年（天正20年） - 蠣崎慶広が豊臣秀吉により蝦夷島主の称を得て、統治する。
- 1600年（慶長5年） - 蠣崎慶広が徳川家康に拝謁している。
- 1604年（慶長9年） - 松前藩はアイヌ人と交易関係を持つ。
- 1665年（寛文5年） - 法華寺が江差に移転。
- 1669年（寛文9年） - シャクシャインの乱。
- 1741年（寛保元年） - 渡島大島の噴火に伴う大津波（寛保津波）に襲われる。
- 1867年（慶応4年） - 開陽丸が江差へ到着。
- 1900年（明治33年） - 檜山郡江差市街26町と五勝手村（ごかってむら）が合併、一級町村制、檜山郡江差町。
- 1936年（昭和11年）11月10日 - 江差線開通に伴い江差駅開業。
- 1955年（昭和30年） - 檜山郡江差町と泊村（とまりむら）が合併、新たに江差町を設置。
- 2014年（平成26年）5月12日 - 江差線木古内駅 - 江差駅間が廃止。
- 2024年（令和6年）4月26日 - 江差町が「日本サッカー協会100周年表彰（感謝表彰）」を受ける[8]。

函館市、松前町と並び、北海道で最も早く開けた地域の一つ。江戸時代はニシンの漁場および北前船によるヒノキアスナロなどの交易港で、「江差の五月は江戸にもない」といわれるほど栄えた。松前藩の所領であるが、1868年（明治元年）戊辰戦争の際に、旧幕府脱走軍の占領を受けた。その際、旧幕府海軍の主力艦である開陽丸が江差沖で座礁沈没した。廃藩置県後、一時期青森県に属していたが、1872年（明治5年）に開拓使函館支庁に移管、町役人を廃し、戸長役場を置いた。1882年（明治15年）、函館県に属し、1886年（明治19年）の県廃止後に北海道庁に属し、1897年（明治30年）檜山支庁が置かれた。
漁業不振や若年層の町外流出により人口は減少傾向にある。1997年（平成9年）には道内の支庁所在地として初めて過疎地域の指定を受けた。さらに支庁所在地ではただ一つ、道庁のある札幌市への直行交通機関がない。2005年度から銀嶺バスが札幌 - 乙部 - 江差間で運行を行ったが、2006年度を最後に運行されていない。

## 姉妹都市・提携都市
- 姉妹都市
  - 滋賀県東近江市（旧能登川町）
- 友好都市
  - 石川県珠洲市

## 行政・議会

### 町長
- 照井誉之介（2014年8月8日就任、3期）

### 町議会
- 定数：12人
- 任期：2023年8月11日 - 2027年8月10日

### 衆議院
- 選挙区：北海道8区（函館市、北斗市、渡島総合振興局管内、檜山振興局管内）
- 任期：2024年10月27日 - 2028年10月26日
- 投票日：2024年10月27日
- 当日有権者数：343,912人
- 投票率：57.00％

| 当落 | 候補者名 | 年齢 | 所属党派   | 新旧別 | 得票数   | 重複 |
| ---- | -------- | ---- | ---------- | ------ | -------- | ---- |
| 当   | 逢坂誠二 | 65   | 立憲民主党 | 前     | 97,758票 |      |
| 比当 | 向山淳   | 40   | 自由民主党 | 新     | 83,006票 | ○    |
|      | 本間勝美 | 56   | 日本共産党 | 新     | 11,708票 |      |

## 経済

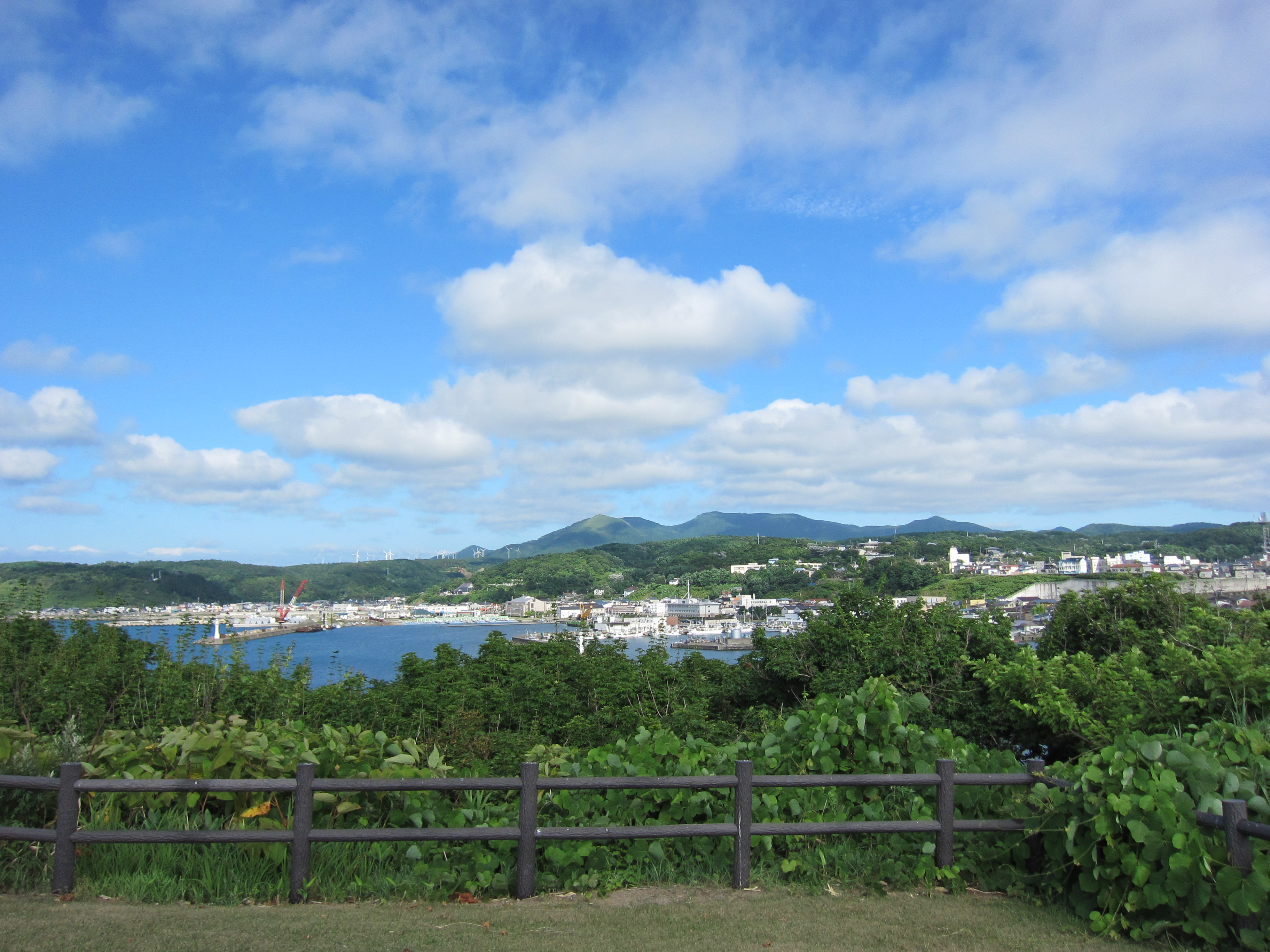
鴎島から江差町中心部を望む

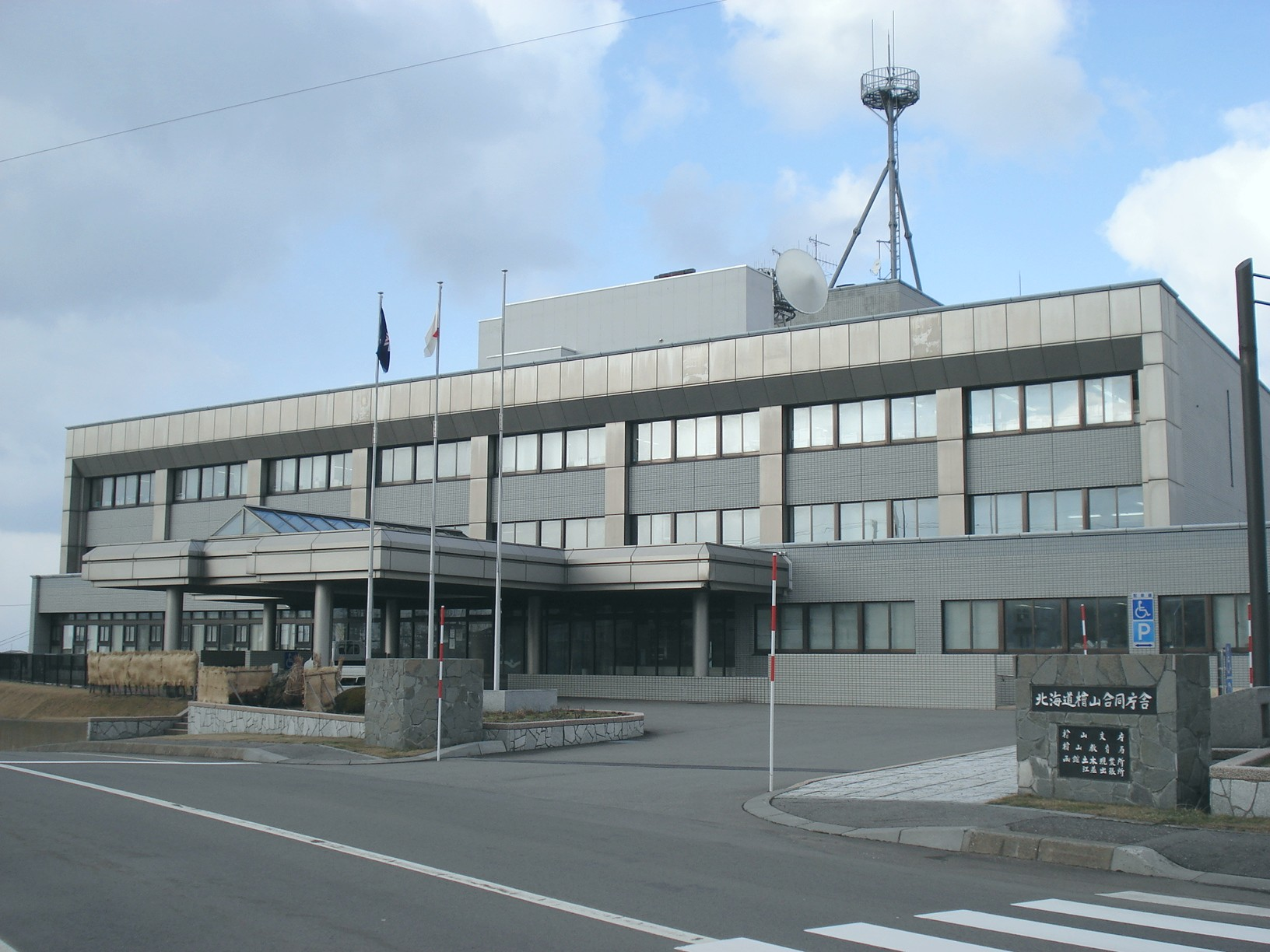
檜山振興局（旧・檜山支庁）が入っている北海道檜山合同庁舎

- 現在の基幹産業は漁業である。近年は史跡や景観の観光資源を活用した観光事業に力を入れて、多くの観光客の誘致に努力している。
- 北海道が進めた支庁再編問題の際に立てられた、「檜山支庁（現・檜山振興局）廃止反対」を訴える看板が町内のいたる場所にあった。

### 立地企業
- 株式会社五勝手屋本舗
- 江差ウインドパワー株式会社
- 江差塗工房
- 江差運送

### 金融機関
- 道南うみ街信用金庫本店
- 北洋銀行江差支店

### 農協・漁協
- 新函館農業協同組合（JA新はこだて）江差支店
- ひやま漁業協同組合江差支所

### マスメディア
- 北海道新聞社江差支局
- 函館新聞社江差支局

### カーディーラー
- Honda Cars江差 - 全国で唯一、道の条例に従う形で、いにしえ街道の街並みに合わせた外観で仕上げられている[9]。後述の旧中村家住宅はすぐ向かい。
- 函館日産江差店ｰ函館市石川町にある函館日産自動車の江差店。

## 文化

### 宗教
- 八大龍王神八江聖団
- 姥神大神宮

## 郵便
- 江差郵便局（集配局）
- 愛宕郵便局
- 茂尻郵便局
- 南浜簡易郵便局

## 宅配便
- ヤマト運輸：函館主管支店江差かもめ島センター
- 佐川急便：江差営業所
- 日本通運：函館支店自動車営業課（函館市）
- 江差運送：江差町旧江差駅前に本社をもつ。

## 公共機関

### 警察
- 北海道函館方面江差警察署

### 消防
- 檜山広域行政組合消防本部
  - 江差消防署
    - 水堀分遣所

## 教育

### 専修学校
- 北海道立江差高等看護学院

### 高等学校
- 北海道江差高等学校

### 中学校
- 江差町立江差中学校
- 江差町立江差北中学校

### 小学校
- 江差町立江差小学校
- 江差町立江差北小学校
- 江差町立南が丘小学校

### 幼稚園
- 江差幼稚園

### 学校教育以外の施設
- 檜山地域人材開発センターまなびっく（一般社団法人檜山地域人材開発センター運営協会が運営する認定職業訓練による職業訓練施設）
- 南部桧山研修センターあゆみ
- 江差福祉会あすなろ学園
- シニアカレッジ

## 住宅団地
- 道営住宅南ヶ丘団地
- 道営住宅円山通り
- 道営檜山団地

## 交通

### 鉄道
町内を鉄道路線は通っていない。鉄道を利用する場合の最寄り駅は、JR北海道の八雲駅、新函館北斗駅、木古内駅などがある。

#### 廃止された鉄道路線
かつて北海道旅客鉄道江差線江差駅があったが、2014年5月12日に廃止された。

### バス
- 函館バス - 江差営業所を設置

### タクシー
檜山圏エリアに属するタクシー会社
- 江差交通
- 桧山ハイヤー

### 道路
- 一般国道
  - 国道227号
  - 国道228号
  - 国道229号
  - 国道276号及び国道277号／国道229号との重複
- 道道
  - 北海道道5号江差木古内線
  - 北海道道215号江差停車場線
  - 北海道道460号乙部厚沢部線
  - 北海道道634号城丘江差線
  - 北海道道935号小黒部鰔川線
- 道の駅
  - 道の駅江差（国道227号）(日本一小さい道の駅)

### 港湾

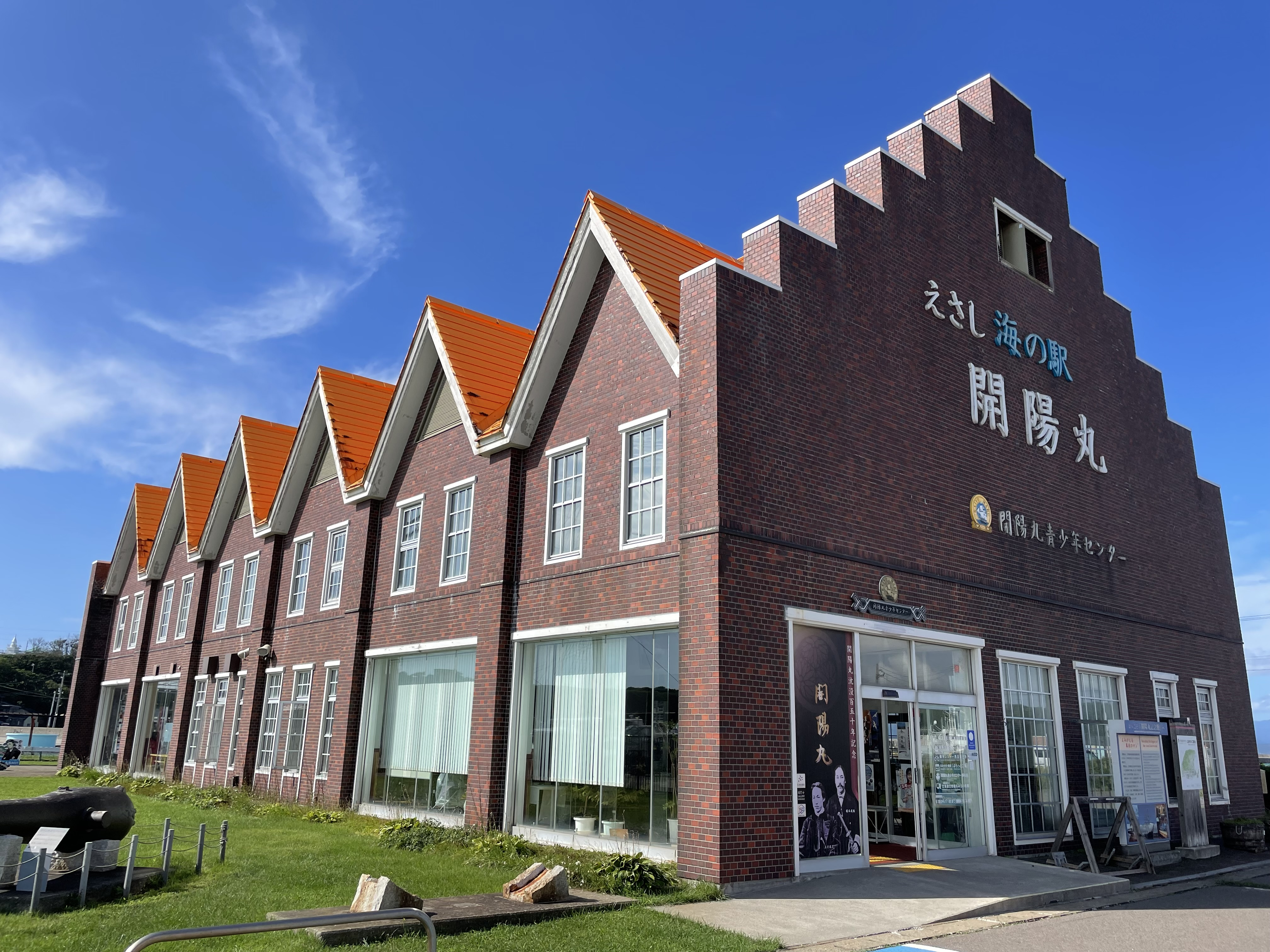
えさし海の駅 「開陽丸」

- 江差港
- えさし海の駅「開陽丸」
- ハートランドフェリー 江差 - 奥尻
- 北埠頭
- 新北埠頭
- 南埠頭
- 五勝手漁港
- 江差追分漁港

## 文化財

### 重要文化財
- 旧中村家住宅（北海道檜山郡江差町）主屋・文庫倉・下ノ倉

### 天然記念物
- ヒノキアスナロおよびアオトドマツ自生地

### 北海道指定無形民俗文化財
- 江差沖揚げ音頭 - 江差追分会館、江差沖揚げ音頭保存会
- 江差五勝手鹿子舞 - 江差追分会館、江差五勝手鹿子舞保存会
- 江差三下り - 江差追分会館、江差三下り会
- 江差追分 - 江差追分会館
- 江差餅つき囃子 - 江差追分会館、江差餅つき囃子保存会

### 江差町指定無形民俗文化財
- 江差鮫踊り - 江差追分会館、江差鮫踊り保存会
- 江差田沢鹿子舞 - 江差追分会館、江差田沢鹿子舞保存会
- 江差土場鹿子舞 - 江差追分会館、江差土場鹿子舞保存会
- 江差鹿子舞 - 江差追分会館、豊川町郷土芸能保存会
- 江差追分踊り - 江差追分会館、江差追分踊り保存会

### 江差町指定史跡
- 戊辰の役戦死者の墳墓地
- かもめ島砲台跡（南北2か所）
- 北前船飲用井戸
- 北前船係船柱及び同跡（かもめ島周辺）

### その他

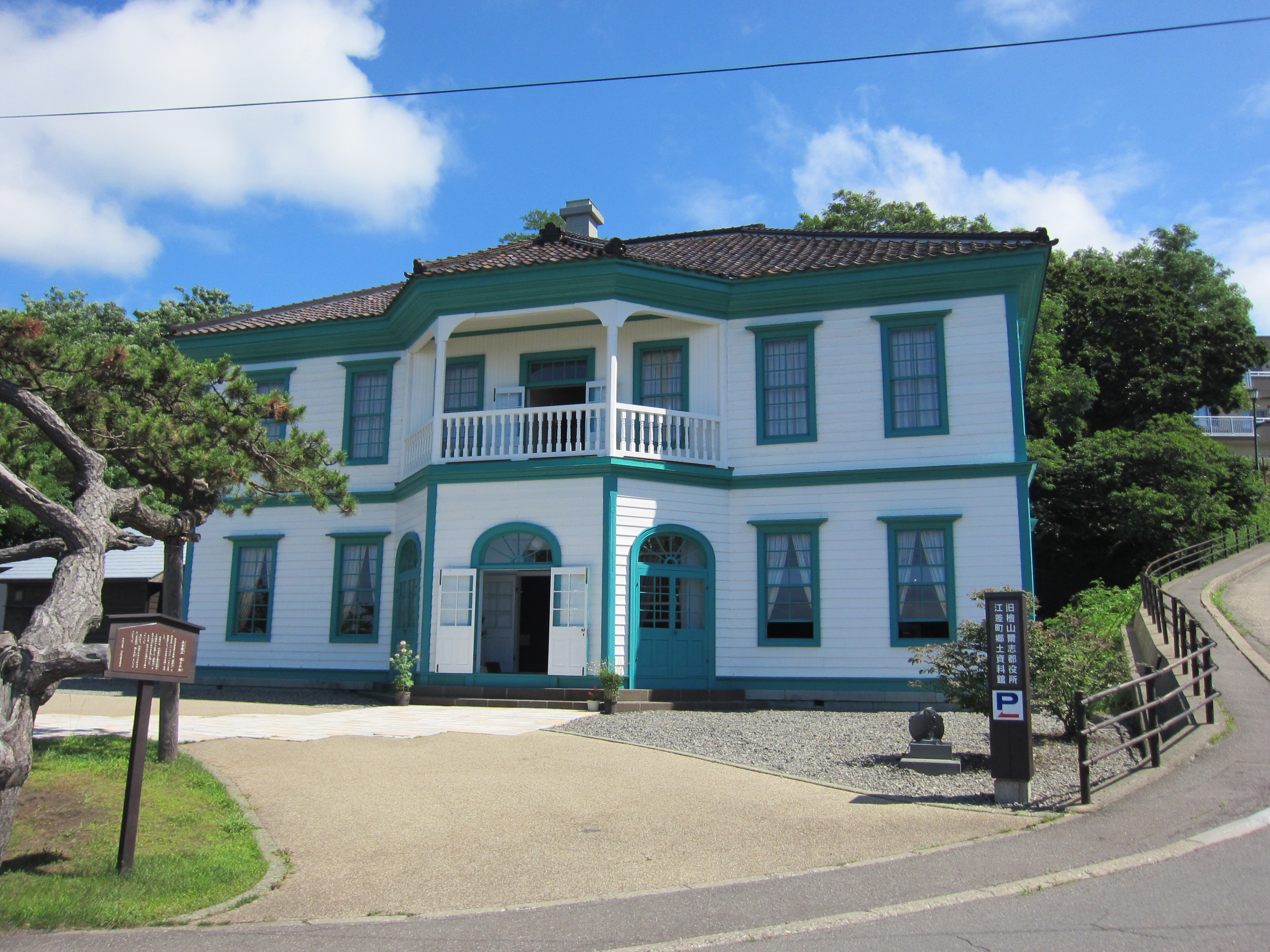
江差町郷土資料館

- 江差町郷土資料館（旧檜山爾志郡役所庁舎） - 北海道指定有形文化財（建造物）
- 正覚院寛保津波の碑 - 北海道指定有形文化財（美術工芸品）
- 法華寺寛保津波の碑 - 北海道指定有形文化財（美術工芸品）
- 江差姥神町横山家 - 北海道指定有形民俗文化財
- 江差姥神神社祭礼山車・神功山人形および付属品 - 北海道指定有形民俗文化財、姥神大神宮渡御祭にて公開
- 江差姥神神社祭礼山車松宝丸 - 北海道指定有形民俗文化財、姥神大神宮渡御祭にて公開
- 檜山奉行所正門 - 江差町指定有形文化財（建造物）
- 旧関川家別荘 - 江差町指定有形文化財（建造物）
- 金丸家住宅母屋および土蔵 - 江差町指定有形文化財（建造物）
- 開陽丸遺跡 - 遺物は江差町指定有形文化財
- 江差町指定有形文化財（美術工芸品）上記含め15件
- 江差町指定有形民俗文化財12件

## 名所・旧跡・観光・祭事・催事
- 姥神大神宮
- 五厘沢温泉
- 砂坂海岸
- 鴎島
- かもめ島海水浴場
- エビス浜海水浴場
- 旧檜山爾志郡役所
- 開陽丸青少年研修センター
- いにしえ街道
- 旧中村家住宅
- 旧関川家別荘
- えぞだて公園
- 江差追分・山車会館
- Cafe香澄Kazumi

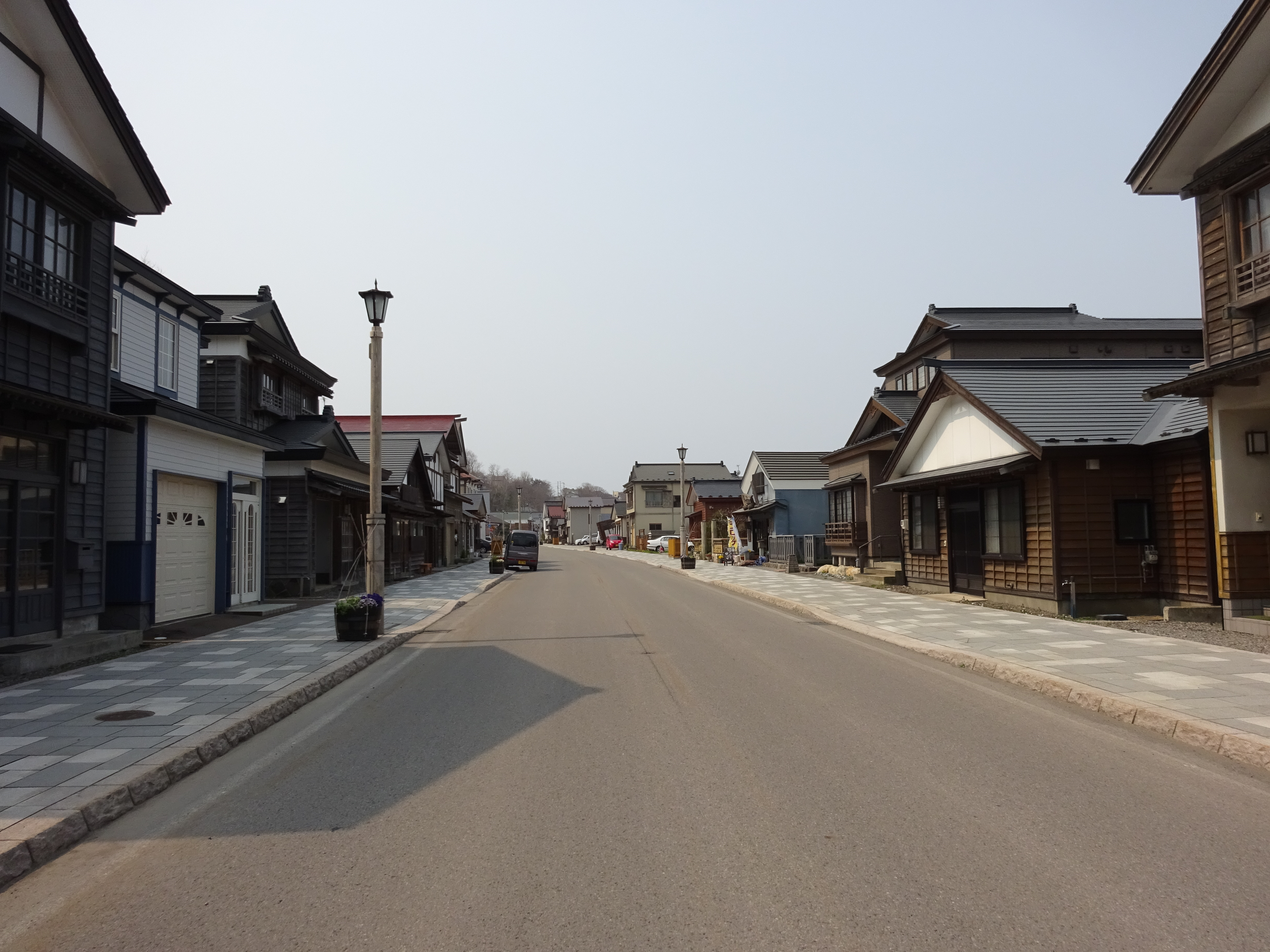
江差・いにしえ街道

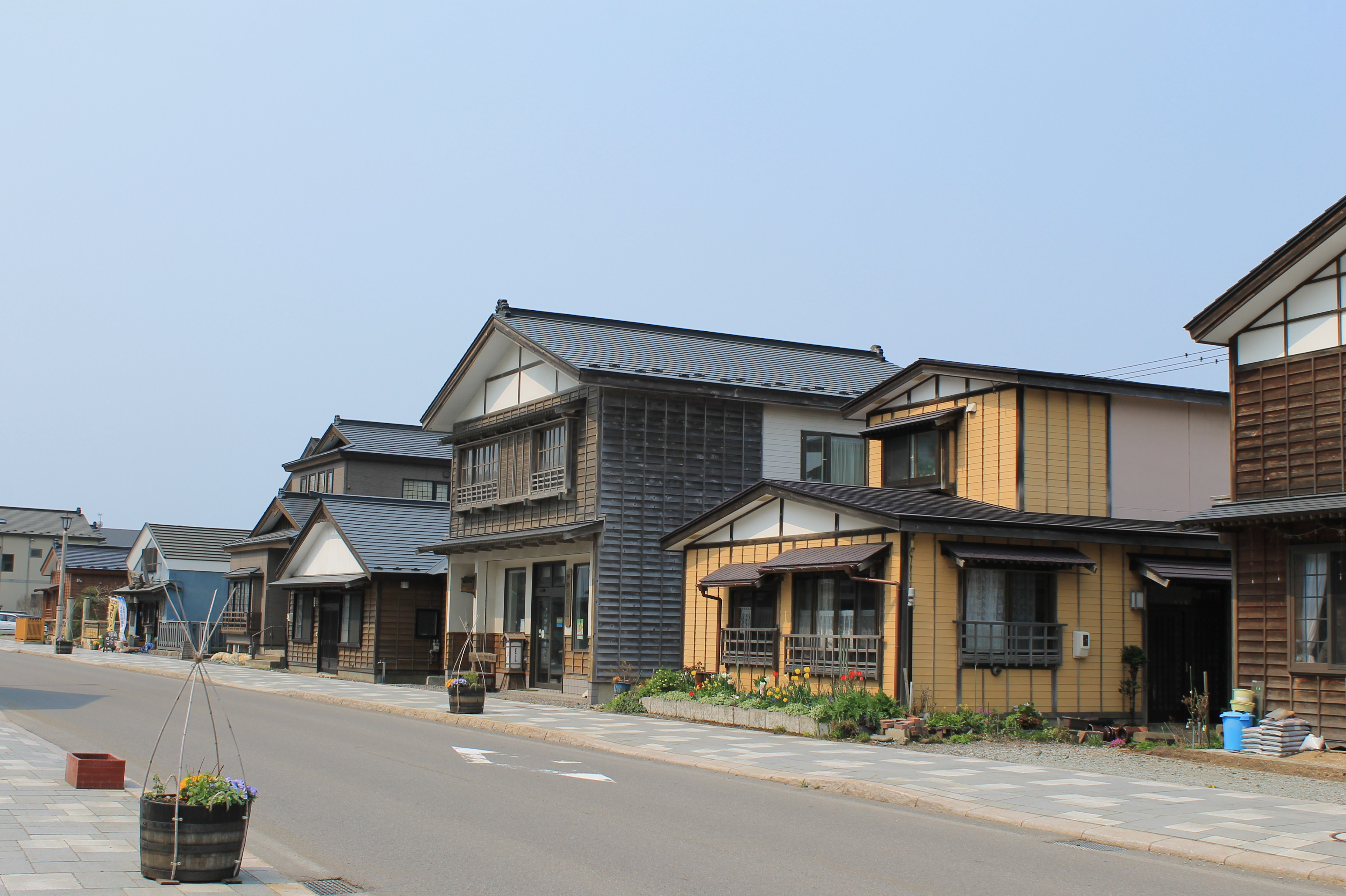
江差の古い市街

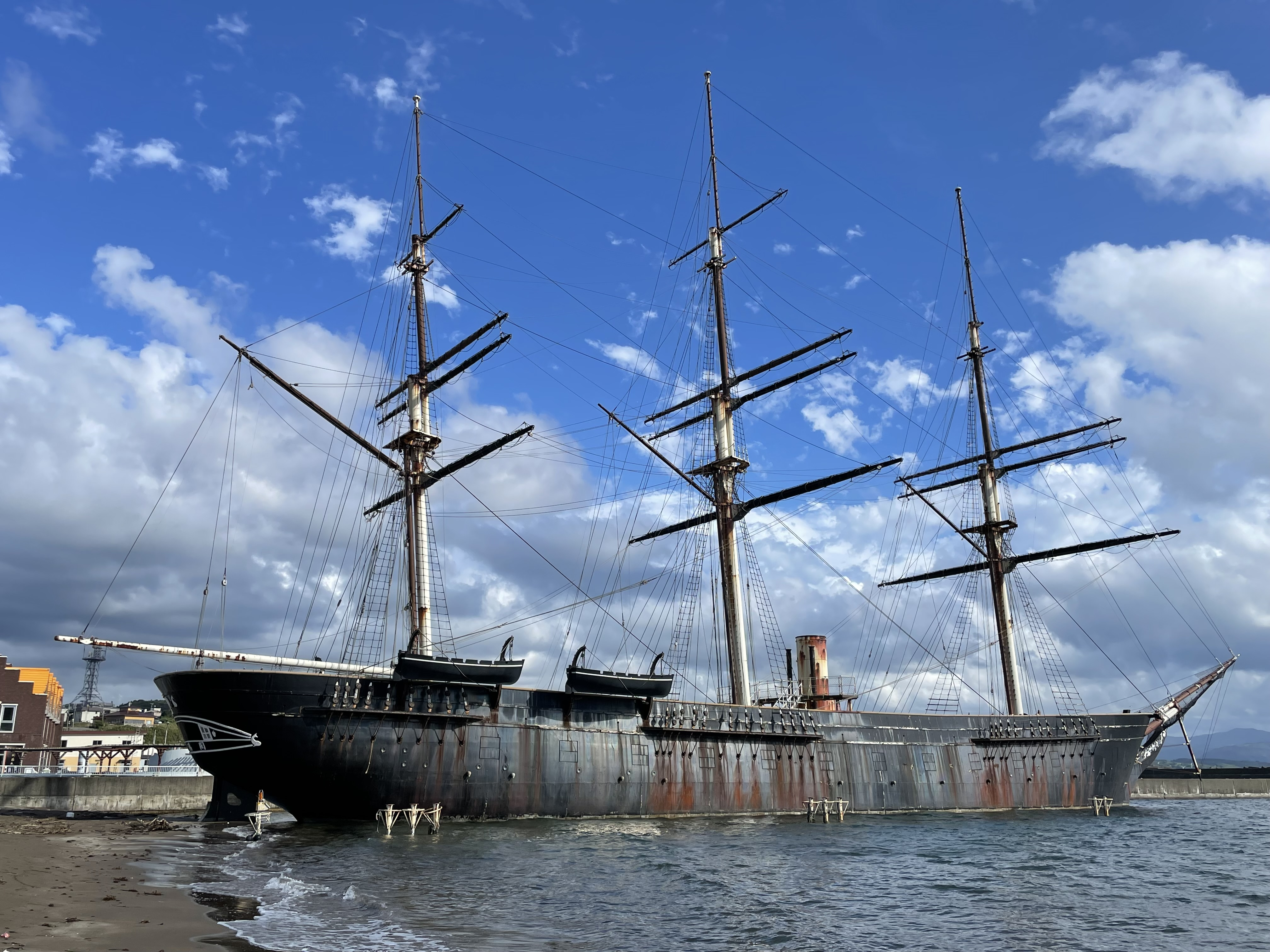
復元開陽丸（開陽丸記念館）

- 江差相撲道場（松ヶ根部屋、中央大学相撲部、日本通運相撲部夏期合宿所）

### 祭事
- 春のいにしえ夢まつり(5月のゴールデンウィーク)
- 江差バル街(春と秋)
- 江差かもめ島祭り（7月の第1土日）
- 姥神大神宮渡御祭（8月9、10、11日）
- 江差追分全国大会（9月）

## 出身・関連有名人
- 青坂満（江差追分名人）
- 岡崎次郎（経済学者）
- 横山むつみ（アイヌ文化伝承者・知里幸恵 銀のしずく記念館初代館長。出生地は同道幌別郡幌別村（現在の登別市）、江差町育ち。）
- 香澄（本名：萩原香澄（旧姓：木村香澄）／ミュージシャン・STVラジオパーソナリティ・民謡歌手・第29回江差追分全国大会優勝者/Cafe香澄-Kazumi運営者/江差追分札幌コンサート出演者）
- 石高澄恵（女流棋士）
- 出村龍聖（宗教家）
- 出村龍日（宗教家）
- 田中K助(ピアニスト・作編曲家・舞台監督)
- 中村耕一 (ミュージシャン・シンガーソングライター)[10]
- 亀谷渉子（テレビ埼玉契約アナウンサー・気象予報士）[11]
- 室谷邦夷（記者・経営者）